# Biran (Gers)
Pour les articles homonymes, voir Biran.
Biran (Biran en gascon) est une commune française située dans le département du Gers en région Occitanie. Sur le plan historique et culturel, la commune est dans le Pays d'Auch, un territoire céréalier et viticole qui s'est également constitué en pays au sens aménagement du territoire en 2003.
Exposée à un climat océanique altéré, elle est drainée par la Baïse, l'Auloue, le ruisseau Larranchélan et par divers autres petits cours d'eau. La commune possède un patrimoine naturel remarquable composé d'une zone naturelle d'intérêt écologique, faunistique et floristique.
Biran est une commune rurale qui compte 377 habitants en 2022, après avoir connu un pic de population de 1 339 habitants en 1831.  Elle fait partie de l'aire d'attraction d'Auch. Ses habitants sont appelés les Biranais ou  Biranaises.
Le patrimoine architectural de la commune comprend quatre  immeubles protégés au titre des monuments historiques : la Pile gallo-romaine, classée en 1875, la vieille porte, inscrite en 1947, une borne, inscrite en 1947, et l'église de Ramensan, inscrite en 1978.

## Géographie

### Localisation
Biran est une commune de Gascogne située entre la Baïse et l'Auloue. Le village fortifié s'étire sur une crête, le long d'une rue unique. De son passé d'ancien castelnau, il a conservé des vestiges de remparts et des ruines de château.

### Communes limitrophes
Les communes limitrophes sont  Antras, Barran, Caillavet, Jegun, Le Brouilh-Monbert, Ordan-Larroque, Riguepeu et Saint-Jean-Poutge.
| Saint-Jean-Poutge | Jegun              | Antras         |
| Caillavet         | Biran              | Ordan-Larroque |
| Riguepeu          | Le Brouilh-Monbert | Barran         |

### Géologie et relief

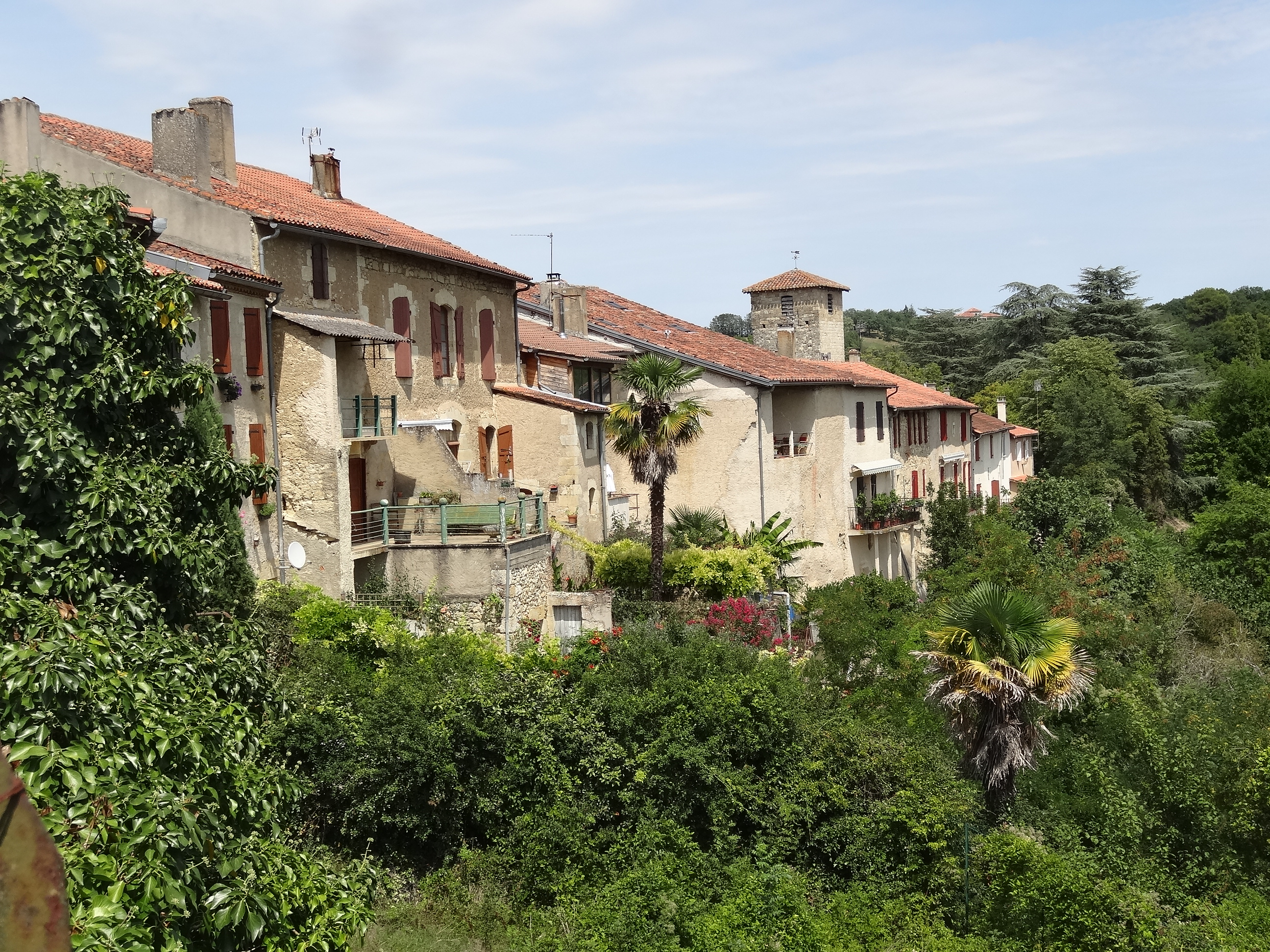
Le village est situé sur une crête.

Biran se situe en zone de sismicité 1 (sismicité très faible).

### Hydrographie

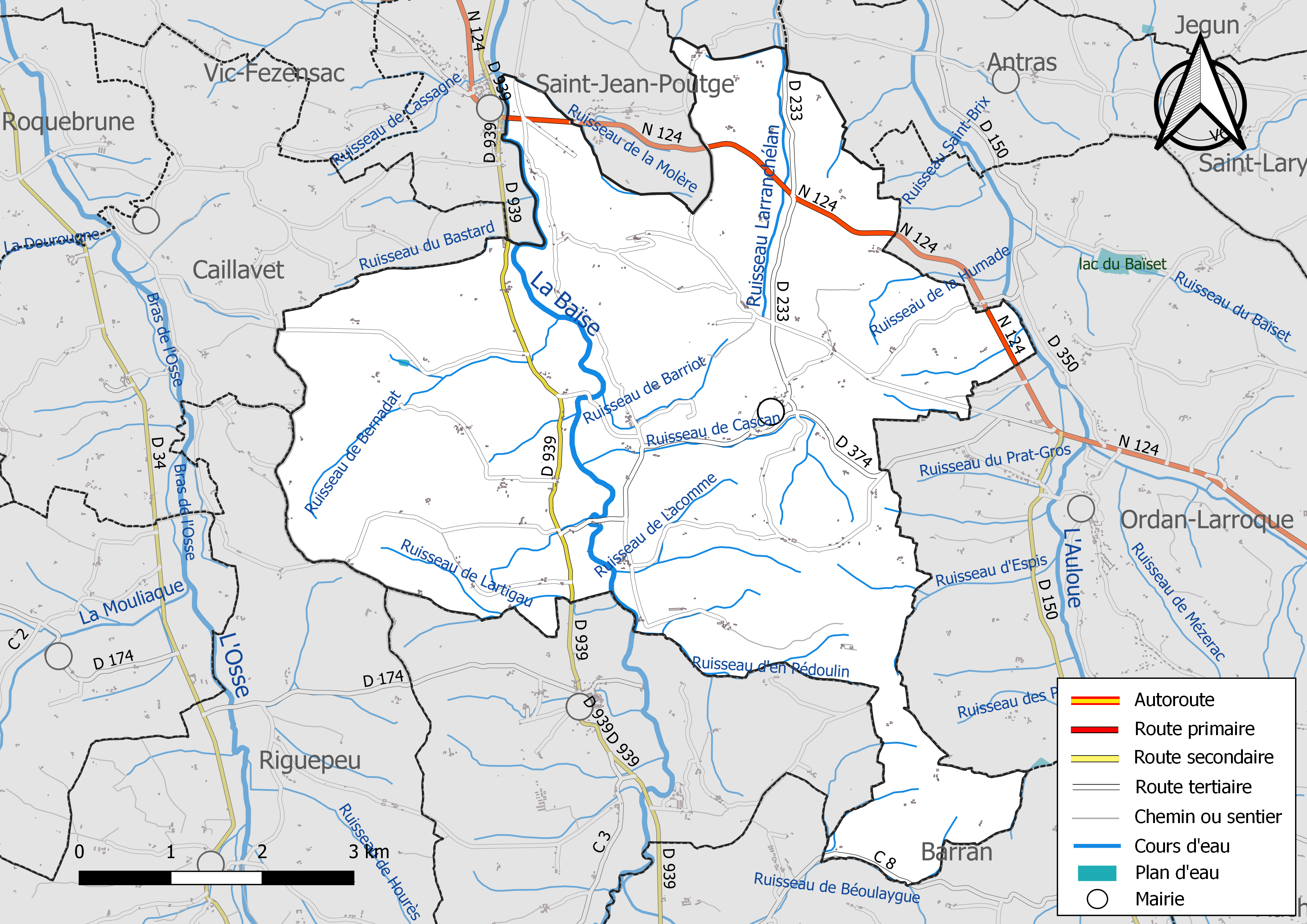
Réseaux hydrographique et routier de Biran.

La commune est dans le bassin de la Garonne, au sein du bassin hydrographique Adour-Garonne. Elle est drainée par la Baïse, l'Auloue, le ruisseau Larranchélan, le ruisseau de Barriot, le ruisseau de Béoulaygue, le ruisseau de Bernadat, le ruisseau de Cascan, le ruisseau de Cocuron, le ruisseau de Lacomme, le ruisseau de la Couderle, le ruisseau de la Hountasse, le ruisseau de la Humade, le ruisseau de la Molère, le ruisseau de Lartigau, et par un petit cours d'eau, qui constituent un réseau hydrographique de 46 km de longueur totale,.
La Baïse, d'une longueur totale de 187,6 km, prend sa source dans la commune de Capvern et s'écoule vers le nord. Elle traverse la commune et se jette dans la Garonne à Saint-Léger, après avoir traversé 52 communes.
L'Auloue, d'une longueur totale de 45,4 km, prend sa source dans la commune de L'Isle-de-Noé et s'écoule vers le nord. Il traverse la commune et se jette dans la Baïse à Valence-sur-Baïse, après avoir traversé 16 communes.

### Climat
Pour des articles plus généraux, voir Climat de l'Occitanie et Climat du Gers.
En 2010, le climat de la commune est de type climat océanique altéré, selon une étude s'appuyant sur une série de données couvrant la période 1971-2000. En 2020, Météo-France publie une typologie des climats de la France métropolitaine dans laquelle la commune est toujours exposée à un climat océanique altéré et est dans la région climatique Aquitaine, Gascogne, caractérisée par une pluviométrie abondante au printemps, modérée en automne, un faible ensoleillement au printemps, un été chaud (19,5 °C), des vents faibles, des brouillards fréquents en automne et en hiver et des orages fréquents en été (15 à 20 jours).
Pour la période 1971-2000, la température annuelle moyenne est de 13 °C, avec une amplitude thermique annuelle de 15 °C. Le cumul annuel moyen de précipitations est de 788 mm, avec 10,5 jours de précipitations en janvier et 6,2 jours en juillet. Pour la période 1991-2020, la température moyenne annuelle observée sur la station météorologique la plus proche, située sur la commune d'Auch à 15 km à vol d'oiseau, est de 13,5 °C et le cumul annuel moyen de précipitations est de 695,8 mm,. Pour l'avenir, les paramètres climatiques de la commune estimés pour 2050 selon différents scénarios d'émission de gaz à effet de serre sont consultables sur un site dédié publié par Météo-France en novembre 2022.

### Milieux naturels et biodiversité

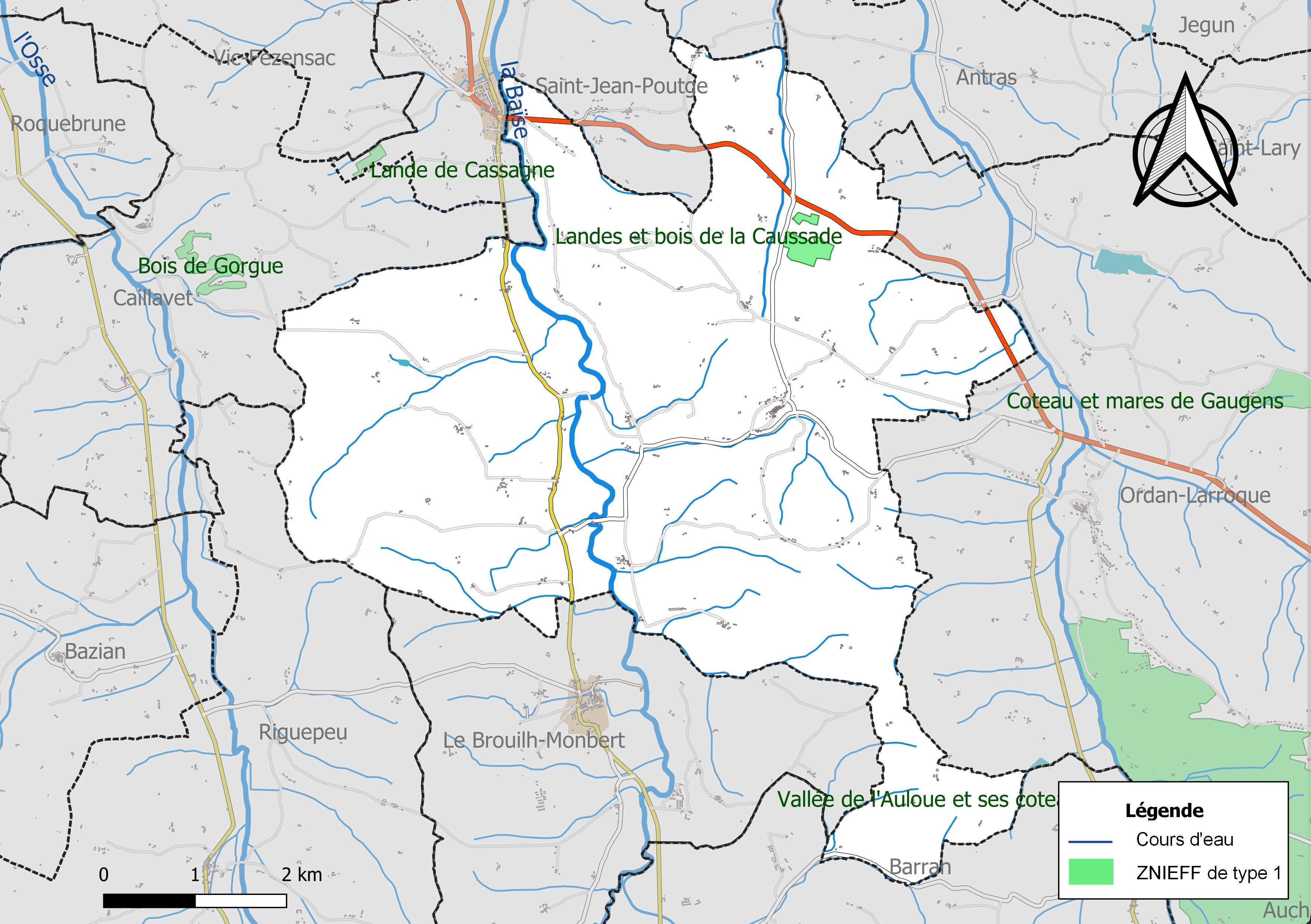
Carte de la ZNIEFF de type 1 localisée sur la commune.

L’inventaire des zones naturelles d'intérêt écologique, faunistique et floristique (ZNIEFF) a pour objectif de réaliser une couverture des zones les plus intéressantes sur le plan écologique, essentiellement dans la perspective d’améliorer la connaissance du patrimoine naturel national et de fournir aux différents décideurs un outil d’aide à la prise en compte de l’environnement dans l’aménagement du territoire.
Une ZNIEFF de type 1 est recensée sur la commune :
les « landes et bois de la Caussade » (15 ha).

## Urbanisme

### Typologie
Au 1er janvier 2024, Biran est catégorisée commune rurale à habitat très dispersé, selon la nouvelle grille communale de densité à sept niveaux définie par l'Insee en 2022.
Elle est située hors unité urbaine. Par ailleurs la commune fait partie de l'aire d'attraction d'Auch, dont elle est une commune de la couronne,. Cette aire, qui regroupe 112 communes, est catégorisée dans les aires de 50 000 à moins de 200 000 habitants,.

### Occupation des sols
L'occupation des sols de la commune, telle qu'elle ressort de la base de données européenne d’occupation biophysique des sols Corine Land Cover (CLC), est marquée par l'importance des territoires agricoles (88,4 % en 2018), en augmentation par rapport à 1990 (83,3 %). La répartition détaillée en 2018 est la suivante : 
terres arables (50,8 %), prairies (22 %), zones agricoles hétérogènes (15,7 %), forêts (11,5 %), zones urbanisées (0,1 %). L'évolution de l’occupation des sols de la commune et de ses infrastructures peut être observée sur les différentes représentations cartographiques du territoire : la carte de Cassini (XVIIIe siècle), la carte d'état-major (1820-1866) et les cartes ou photos aériennes de l'IGN pour la période actuelle (1950 à aujourd'hui).

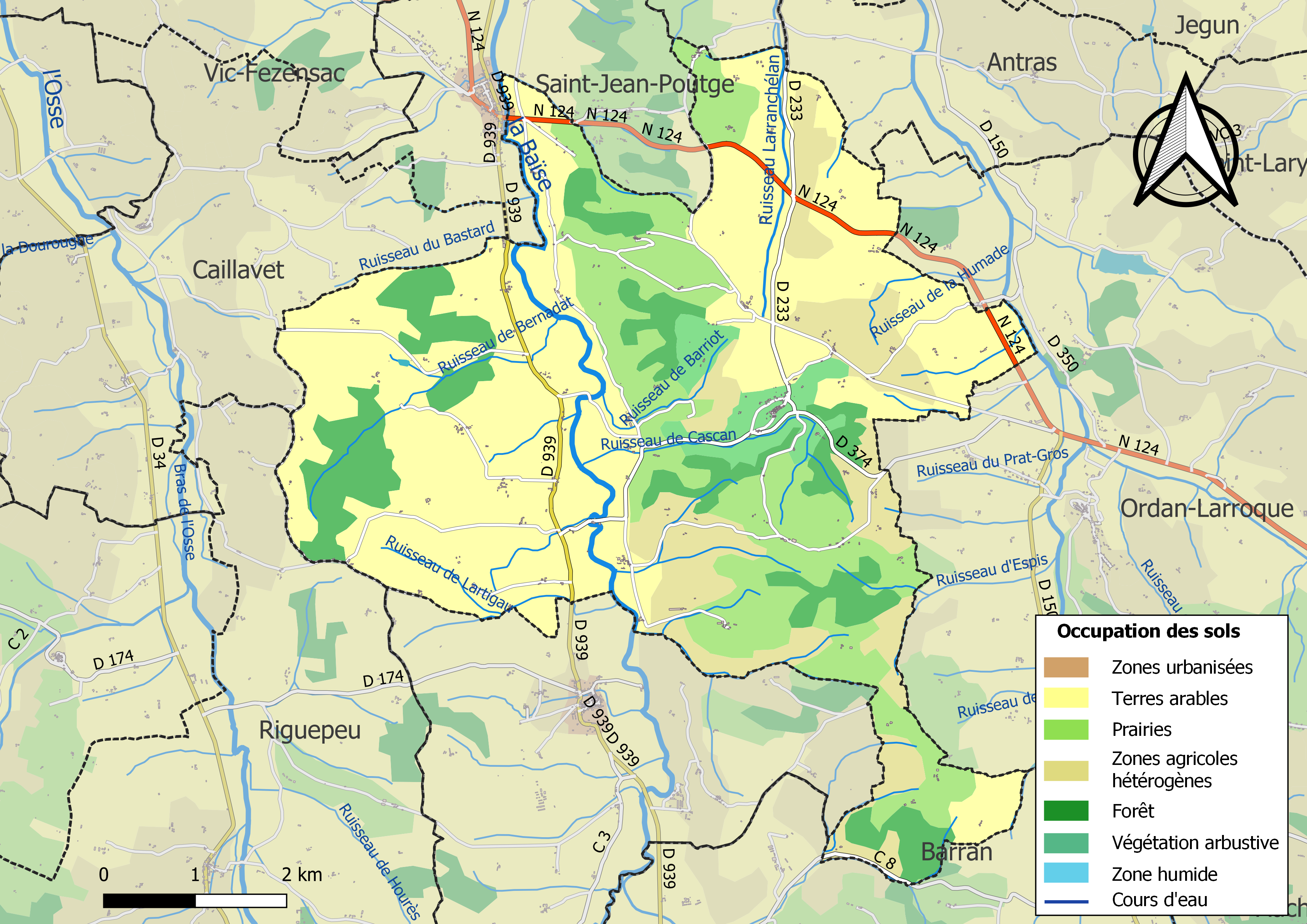
Carte des infrastructures et de l'occupation des sols de la commune en 2018 (CLC).

### Risques majeurs
Le territoire de la commune de Biran est vulnérable à différents aléas naturels : météorologiques (tempête, orage, neige, grand froid, canicule ou sécheresse), inondations et séisme (sismicité très faible). Il est également exposé à un risque technologique,  le transport de matières dangereuses. Un site publié par le BRGM permet d'évaluer simplement et rapidement les risques d'un bien localisé soit par son adresse soit par le numéro de sa parcelle.

#### Risques naturels
Certaines parties du territoire communal sont susceptibles d’être affectées par le risque d’inondation par débordement de cours d'eau, notamment la Baïse et l'Auloue. La cartographie des zones inondables en ex-Midi-Pyrénées réalisée dans le cadre du XIe Contrat de plan État-région, visant à informer les citoyens et les décideurs sur le risque d’inondation, est accessible sur le site de la DREAL Occitanie. La commune a été reconnue en état de catastrophe naturelle au titre des dommages causés par les inondations et coulées de boue survenues en 1999, 2000, 2009, 2015, 2017, 2018 et 2021,.

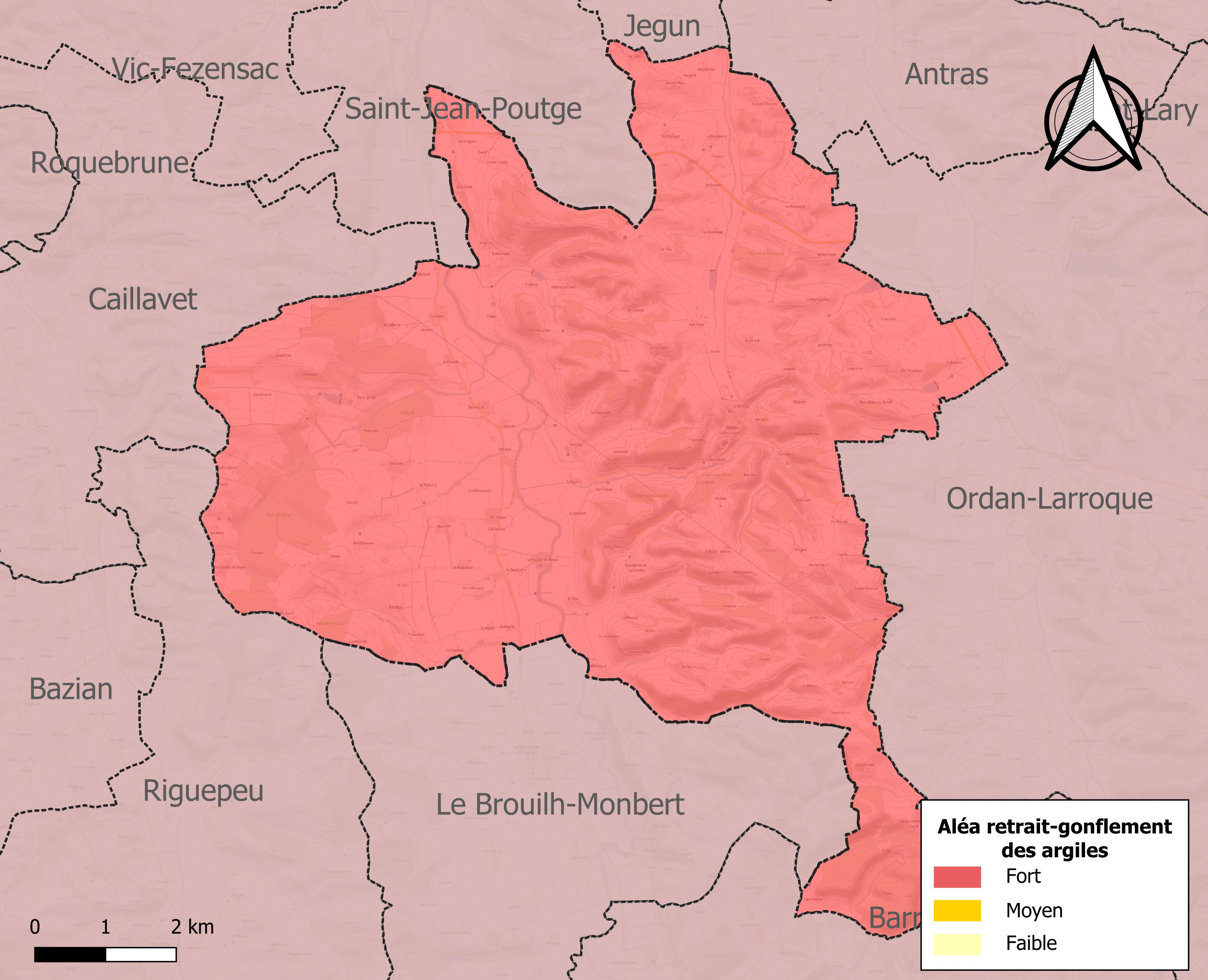
Carte des zones d'aléa retrait-gonflement des sols argileux de Biran.

Le retrait-gonflement des sols argileux est susceptible d'engendrer des dommages importants aux bâtiments en cas d’alternance de périodes de sécheresse et de pluie. La totalité de la commune est en aléa moyen ou fort (94,5 % au niveau départemental et 48,5 % au niveau national). Sur les 207 bâtiments dénombrés sur la commune en 2019, 207 sont en aléa moyen ou fort, soit 100 %, à comparer aux 93 % au niveau départemental et 54 % au niveau national. Une cartographie de l'exposition du territoire national au retrait gonflement des sols argileux est disponible sur le site du BRGM,.
Par ailleurs, afin de mieux appréhender le risque d’affaissement de terrain, l'inventaire national des cavités souterraines permet de localiser celles situées sur la commune.
Concernant les mouvements de terrains, la commune a été reconnue en état de catastrophe naturelle au titre des dommages causés par la sécheresse en 1989, 1993, 2002, 2011 et 2016 et par des mouvements de terrain en 1999.

#### Risques technologiques
Le risque de transport de matières dangereuses sur la commune est lié à sa traversée par des infrastructures routières ou ferroviaires importantes ou la présence d'une canalisation de transport d'hydrocarbures. Un accident se produisant sur de telles infrastructures est en effet susceptible d’avoir des effets graves au bâti ou aux personnes jusqu’à 350 m, selon la nature du matériau transporté. Des dispositions d’urbanisme peuvent être préconisées en conséquence.

## Toponymie
Biran vient du patronyme latin Burus, suivi du suffixe anum, sans doute le propriétaire du domaine situé en ce lieu à l'époque gallo-romaine.

## Histoire

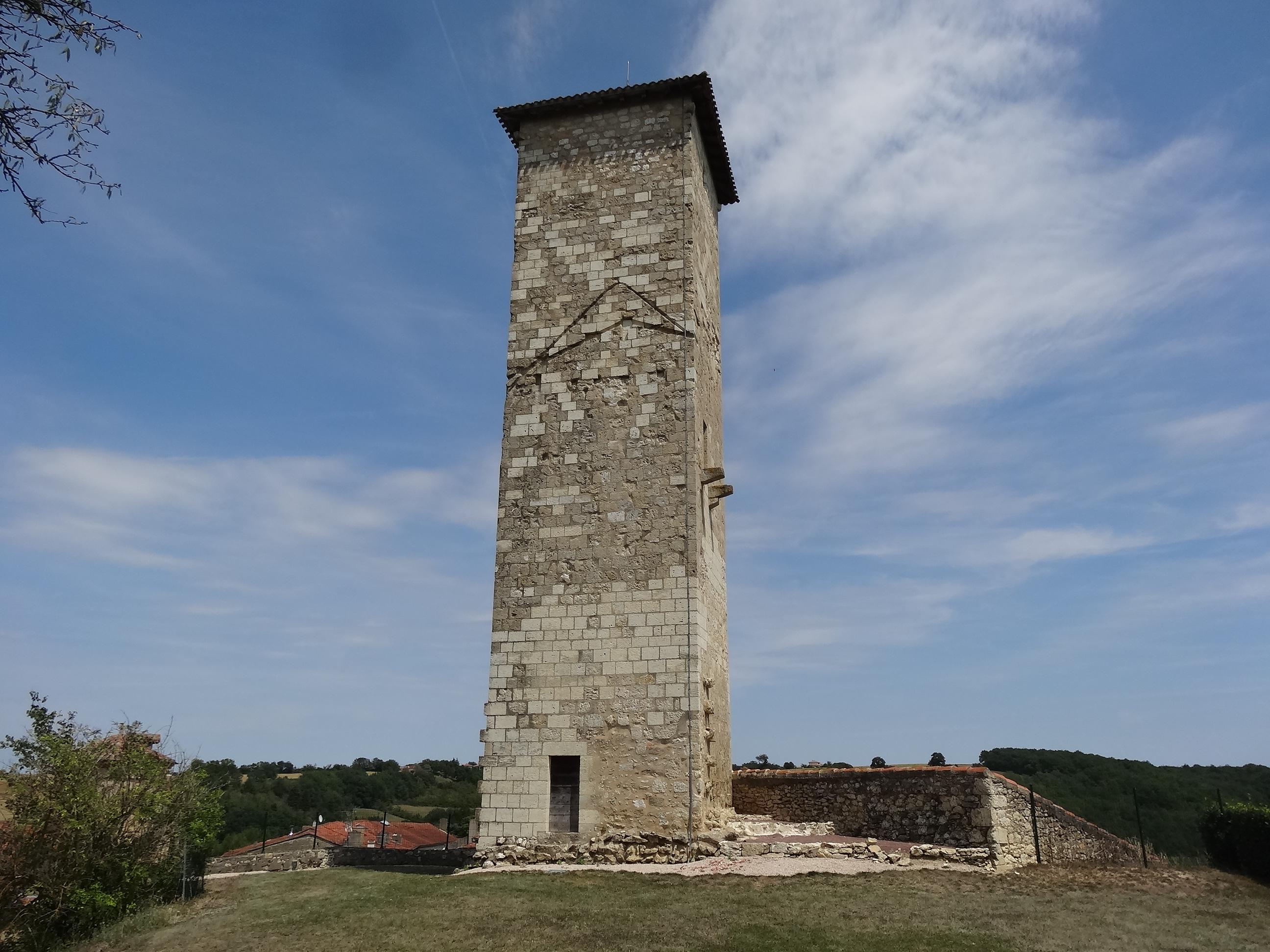
La tour de guet.

Biran est un petit village dont l’histoire s’étale sur plusieurs siècles: Des environs du Ier siècle avec la pile gallo-romaine, au XXe siècle pour les derniers aménagements.
Un castelnau ou village rue orienté nord-est sud-ouest sorti d’un éperon rocheux qui lui a fourni la pierre nécessaire à la construction de la fortification.
Au sud-ouest sur la double motte castrale, fut érigé un château fort entre 1080 et 1100, dont il ne reste que la tour de guet (20 m de hauteur).

## Politique et administration

### Liste des maires
| Période                                  | Période  | Identité            | Étiquette | Qualité  |
| ---------------------------------------- | -------- | ------------------- | --------- | -------- |
| avant 1981                               | ?        | Henri Cortade       |           |          |
| 2001                                     | 2008     | Paulette Bourdère   | DVD       |          |
| 2008                                     | 2014     | Georges Séris       |           |          |
| 2014                                     | En cours | Patrick Delignières | LR        | Retraité |
| Les données manquantes sont à compléter. |          |                     |           |          |

## Population et société

### Démographie
| 1793  | 1800  | 1806  | 1821  | 1831  | 1841  | 1846  | 1851  | 1856  |
| ----- | ----- | ----- | ----- | ----- | ----- | ----- | ----- | ----- |
| 1 098 | 1 163 | 1 292 | 1 332 | 1 339 | 1 206 | 1 129 | 1 143 | 1 114 |

| 1861  | 1866  | 1872  | 1876  | 1881  | 1886  | 1891 | 1896 | 1901 |
| ----- | ----- | ----- | ----- | ----- | ----- | ---- | ---- | ---- |
| 1 128 | 1 090 | 1 050 | 1 058 | 1 020 | 1 059 | 980  | 885  | 799  |

| 1906 | 1911 | 1921 | 1926 | 1931 | 1936 | 1946 | 1954 | 1962 |
| ---- | ---- | ---- | ---- | ---- | ---- | ---- | ---- | ---- |
| 772  | 726  | 579  | 613  | 629  | 582  | 604  | 561  | 433  |

| 1968 | 1975 | 1982 | 1990 | 1999 | 2006 | 2008 | 2013 | 2018 |
| ---- | ---- | ---- | ---- | ---- | ---- | ---- | ---- | ---- |
| 427  | 336  | 372  | 336  | 351  | 381  | 389  | 387  | 388  |

| 2022 | - | - | - | - | - | - | - | - |
| ---- | - | - | - | - | - | - | - | - |
| 377  | - | - | - | - | - | - | - | - |

### Manifestations culturelles et festivités
- Fête communale : 1er dimanche d'août[29] ;
- Fête patronale : 11 novembre[29].

## Économie

### Revenus
En 2018  (données Insee publiées en septembre 2021), la commune compte 162 ménages fiscaux, regroupant 383 personnes. La médiane du revenu disponible par unité de consommation est de 22 950 € (20 820 € dans le département).

### Emploi
|                | 2008  | 2013  | 2018  |
| -------------- | ----- | ----- | ----- |
| Commune        | 5,4 % | 5,9 % | 5,1 % |
| Département    | 6,1 % | 7,5 % | 8,2 % |
| France entière | 8,3 % | 10 %  | 10 %  |

En 2018, la population âgée de 15 à 64 ans s'élève à 235 personnes, parmi lesquelles on compte 78,7 % d'actifs (73,6 % ayant un emploi et 5,1 % de chômeurs) et 21,3 % d'inactifs,. Depuis 2008, le taux de chômage communal (au sens du recensement) des 15-64 ans est inférieur à celui de la France et du département.
La commune fait partie de la couronne de l'aire d'attraction d'Auch, du fait qu'au moins 15 % des actifs travaillent dans le pôle,. Elle compte 56 emplois en 2018, contre 55 en 2013 et 50 en 2008. Le nombre d'actifs ayant un emploi résidant dans la commune est de 176, soit un indicateur de concentration d'emploi de 31,6 % et un taux d'activité parmi les 15 ans ou plus de 56,8 %.
Sur ces 176 actifs de 15 ans ou plus ayant un emploi, 32 travaillent dans la commune, soit 18 % des habitants. Pour se rendre au travail, 90,9 % des habitants utilisent un véhicule personnel ou de fonction à quatre roues, 1,7 % les transports en commun, 0,6 % s'y rendent en deux-roues, à vélo ou à pied et 6,8 % n'ont pas besoin de transport (travail au domicile).

### Activités hors agriculture

#### Secteurs d'activités
30 établissements sont implantés  à Biran au 31 décembre 2019. Le tableau ci-dessous en détaille le nombre par secteur d'activité et compare les ratios avec ceux du département,.
Le secteur de la construction est prépondérant sur la commune puisqu'il représente 26,7 % du nombre total d'établissements de la commune (8 sur les 30 entreprises implantées  à Biran), contre 14,6 % au niveau départemental.

#### Entreprises et commerces
Les deux entreprises ayant leur siège social sur le territoire communal qui génèrent le plus de chiffre d'affaires en 2020 sont : 
- Histoire De Pierres, travaux de maçonnerie générale et gros œuvre de bâtiment (332 k€)
- Taxi Gersois, transports de voyageurs par taxis (113 k€)

### Agriculture
La commune est dans le « Haut-Armagnac », une petite région agricole occupant le centre du département du Gers. En 2020, l'orientation technico-économique de l'agriculture  sur la commune est la polyculture et/ou le polyélevage.
|               | 1988  | 2000  | 2010  | 2020  |
| ------------- | ----- | ----- | ----- | ----- |
| Exploitations | 60    | 39    | 33    | 32    |
| SAU (ha)      | 2 660 | 2 815 | 2 479 | 2 617 |

Le nombre d'exploitations agricoles en activité et ayant leur siège dans la commune est passé de 60 lors du recensement agricole de 1988  à 39 en 2000 puis à 33 en 2010 et enfin à 32 en 2020, soit une baisse de 47 % en 32 ans. Le même mouvement est observé à l'échelle du département qui a perdu pendant cette période 51 % de ses exploitations,. La surface agricole utilisée sur la commune a également diminué, passant de 2 660 ha en 1988 à 2 617 ha en 2020. Parallèlement la surface agricole utilisée moyenne par exploitation a augmenté, passant de 44 à 82 ha.

## Culture locale et patrimoine

### Lieux et monuments

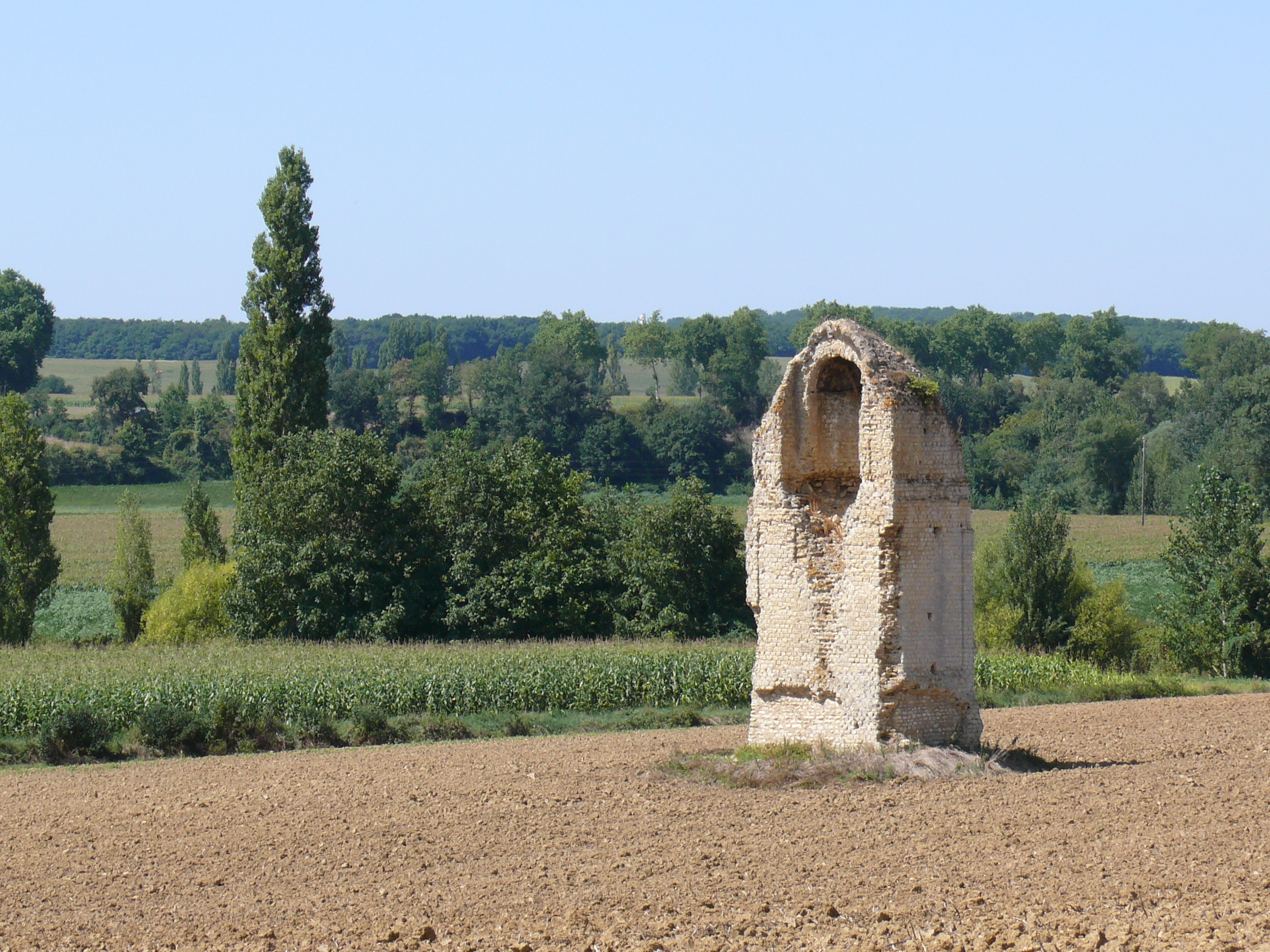
La pile gallo-romaine.

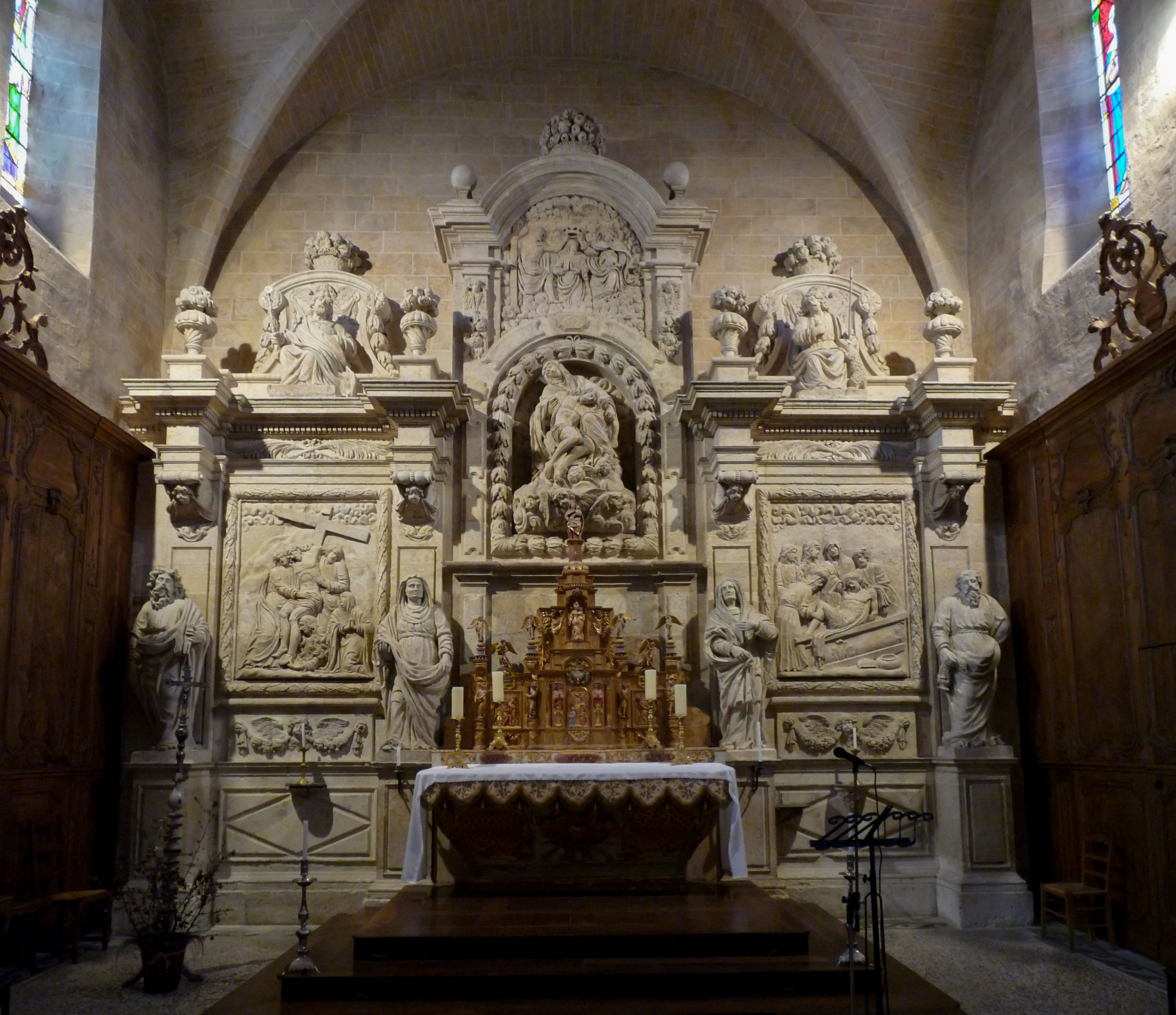
Retable de l'église Notre-Dame-de-Pitié de Biran

Deux monuments ont été classés par le ministère de la Culture, La pile gallo-romaine et le retable du XVIIe en l'église  Notre-Dame-de-Pitié de Biran.
- Pile gallo-romaine dite « tourraque de Lacouture ». Elle se trouve aux environs du Mas de Biran, au milieu d'un champ, bien visible depuis la route. Elle date du Ier siècle apr. J.-C. La pile est en très bon état de conservation. Ce type de construction, courant dans le Gers (une douzaine) est resté longtemps mystérieux, mais on sait qu’il s’agissait de monuments funéraires dédiés à des personnages importants.

- Église Saint-André de Ramensan. L'église est inscrite à l'inventaire des monuments historiques depuis 1978[35].
- Église Saint-Jean-Baptiste du Mas.

#### ÉgliseNotre-Dame-de-Pitiéde Biran
Le retable de pierre de 8 m de large et de haut du XVIIe siècle est classé aux Monuments historiques. Il est situé au fond de l'abside de l'église. Cette dernière s'ouvre par un beau portail sculpté de style classique.

Elle présente aussi un deuxième retable en bois, une statuette de Notre-Dame-du-Pilar rapportée de Saragosse en 1663, une statue de Notre-Dame de Biran remplaçant une plus ancienne, miraculeuse, à l'origine d'un pèlerinage.

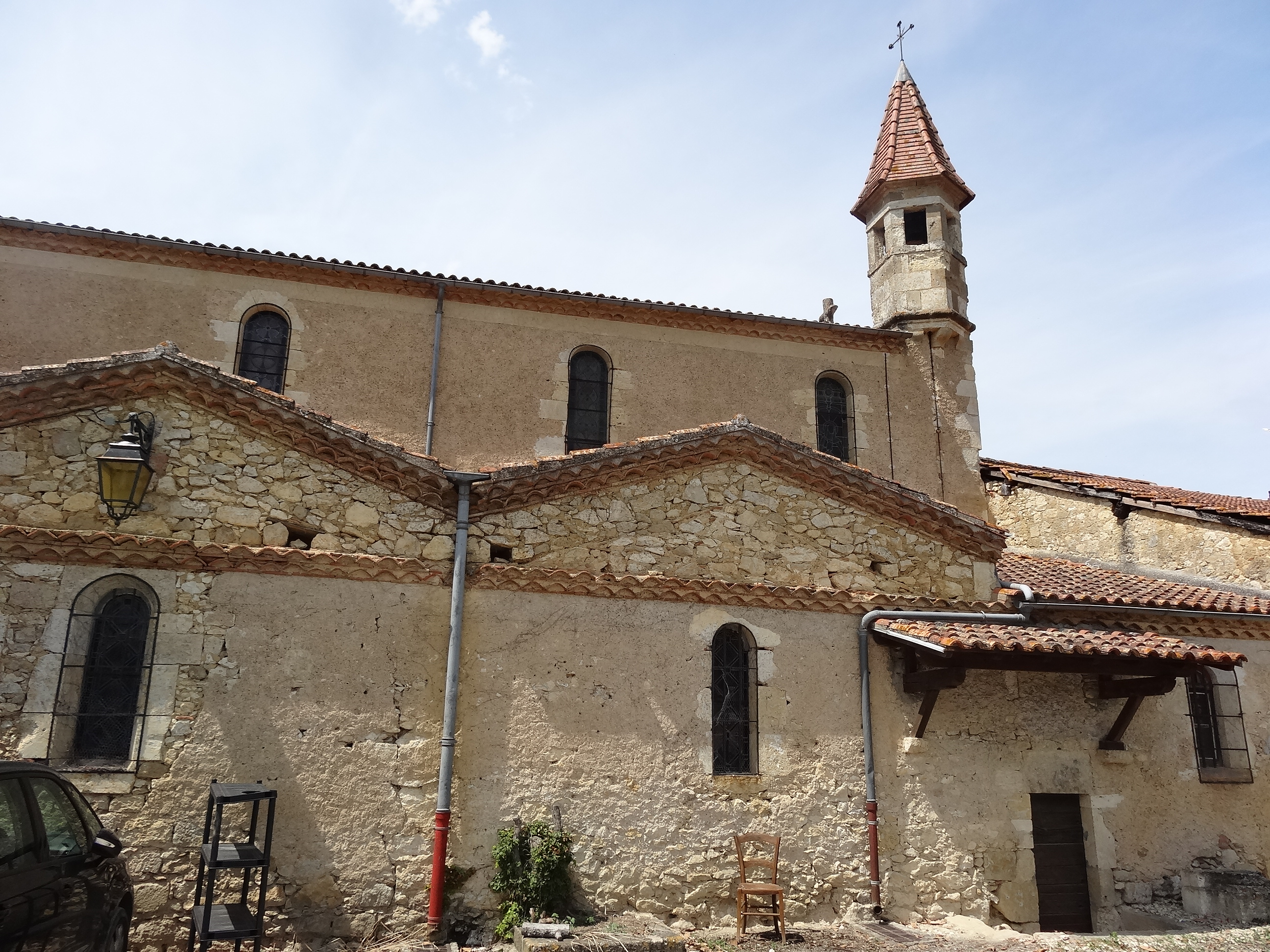
Église Notre-Dame-de-Pitié de Biran.
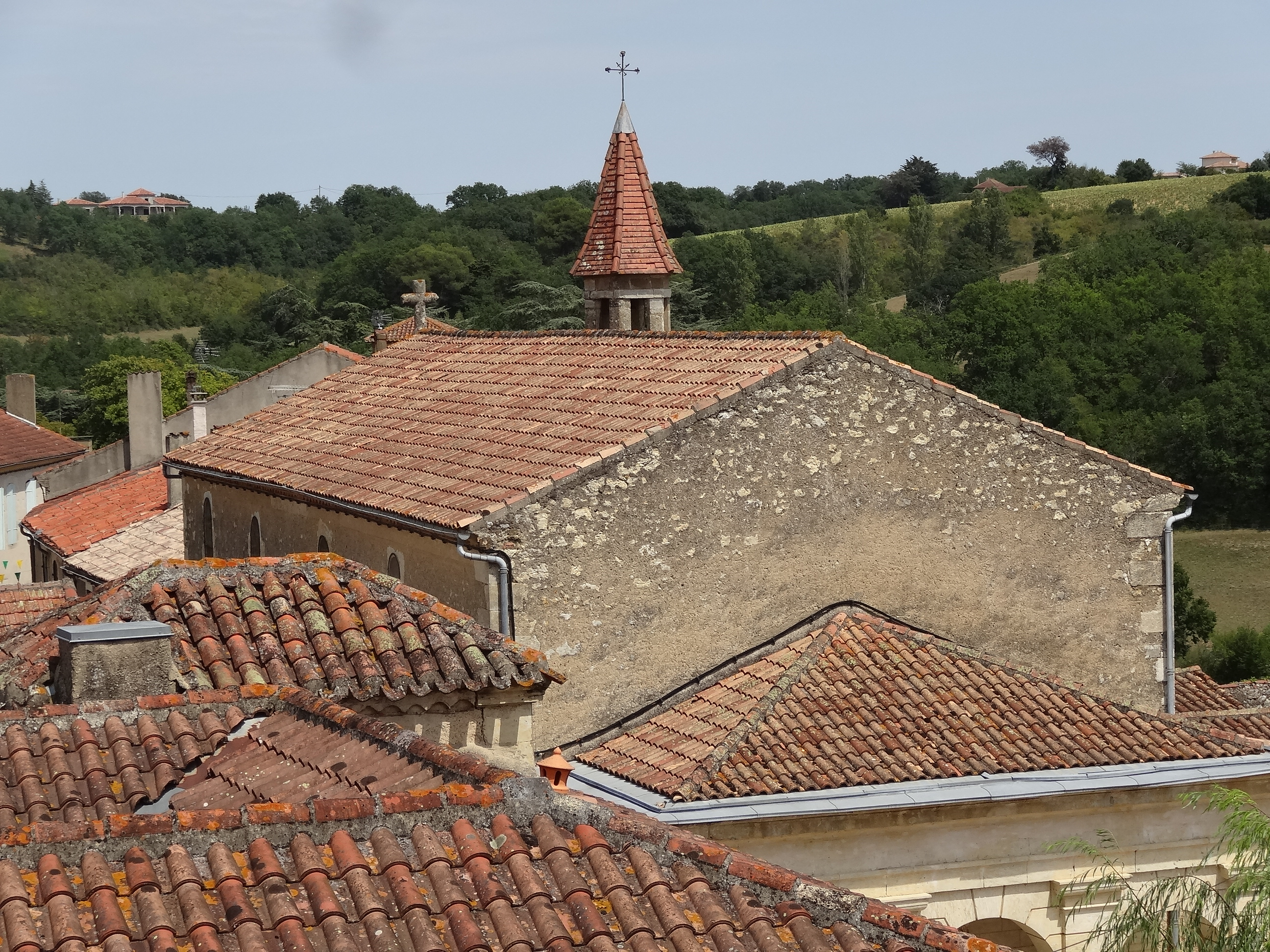
L'église Notre-Dame-de-Pitié de Biran vue de la motte castrale.
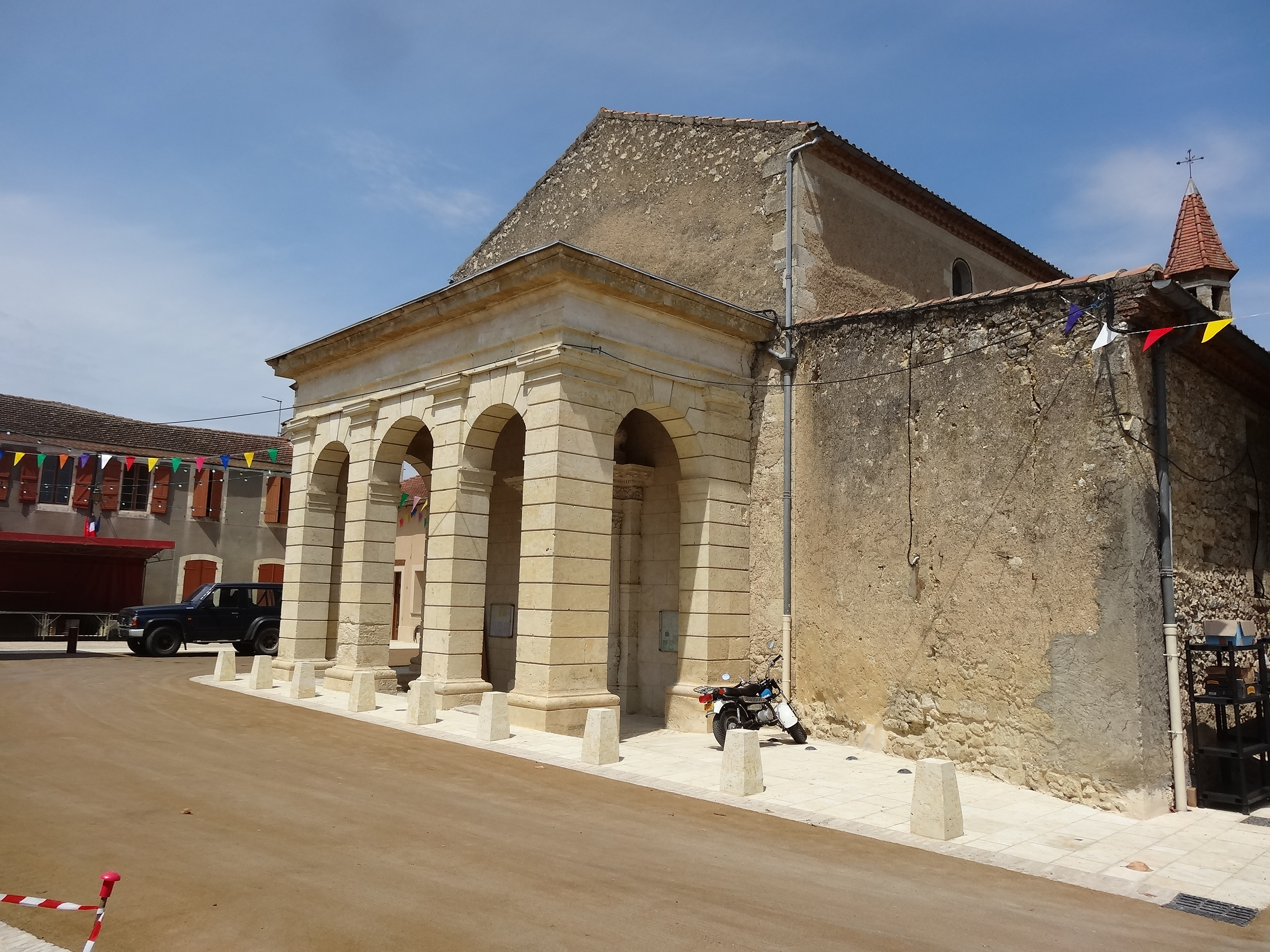
Le porche de l’église Notre-Dame-de-Pitié de Biran.
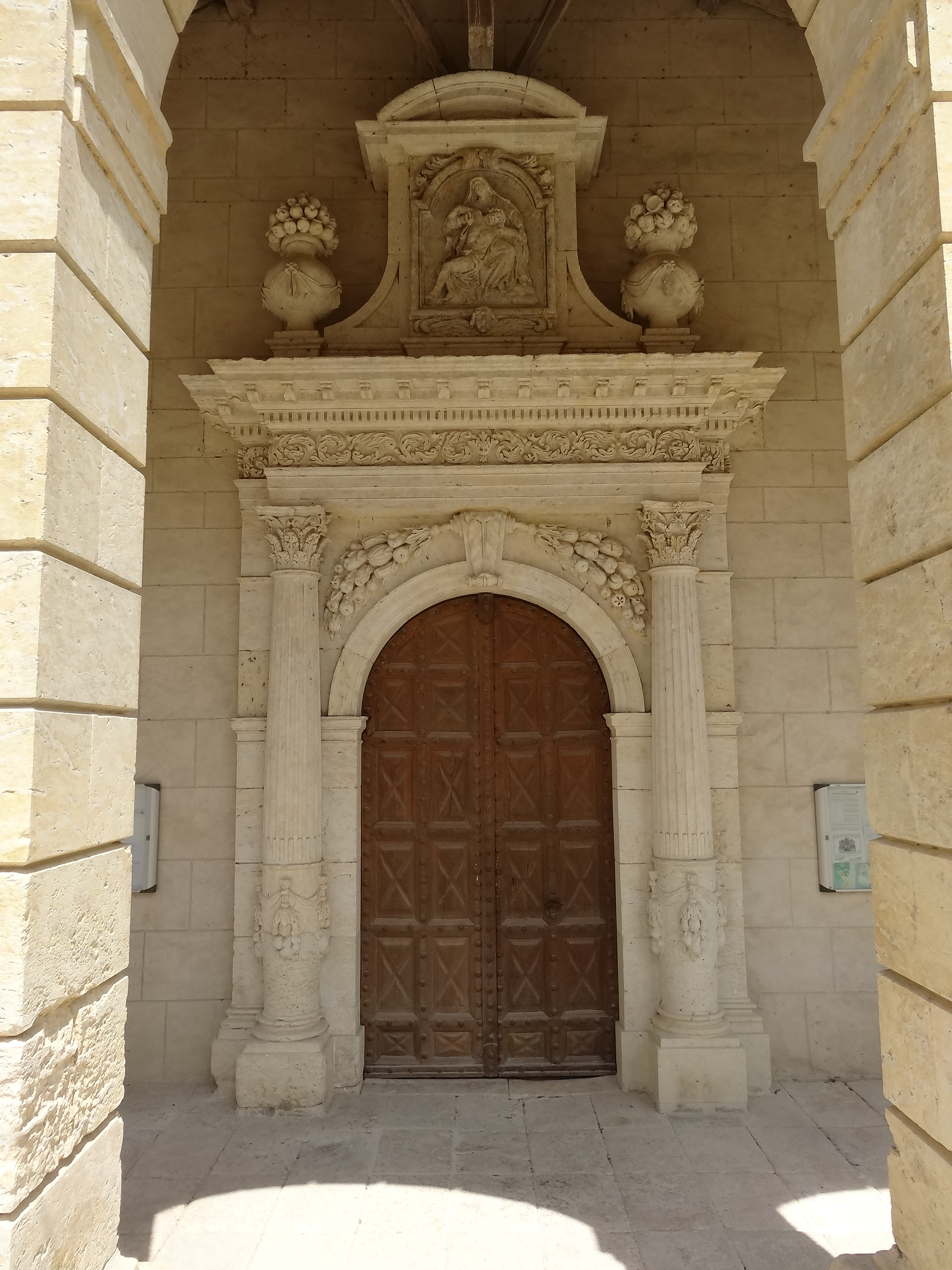
Avant-porche original.
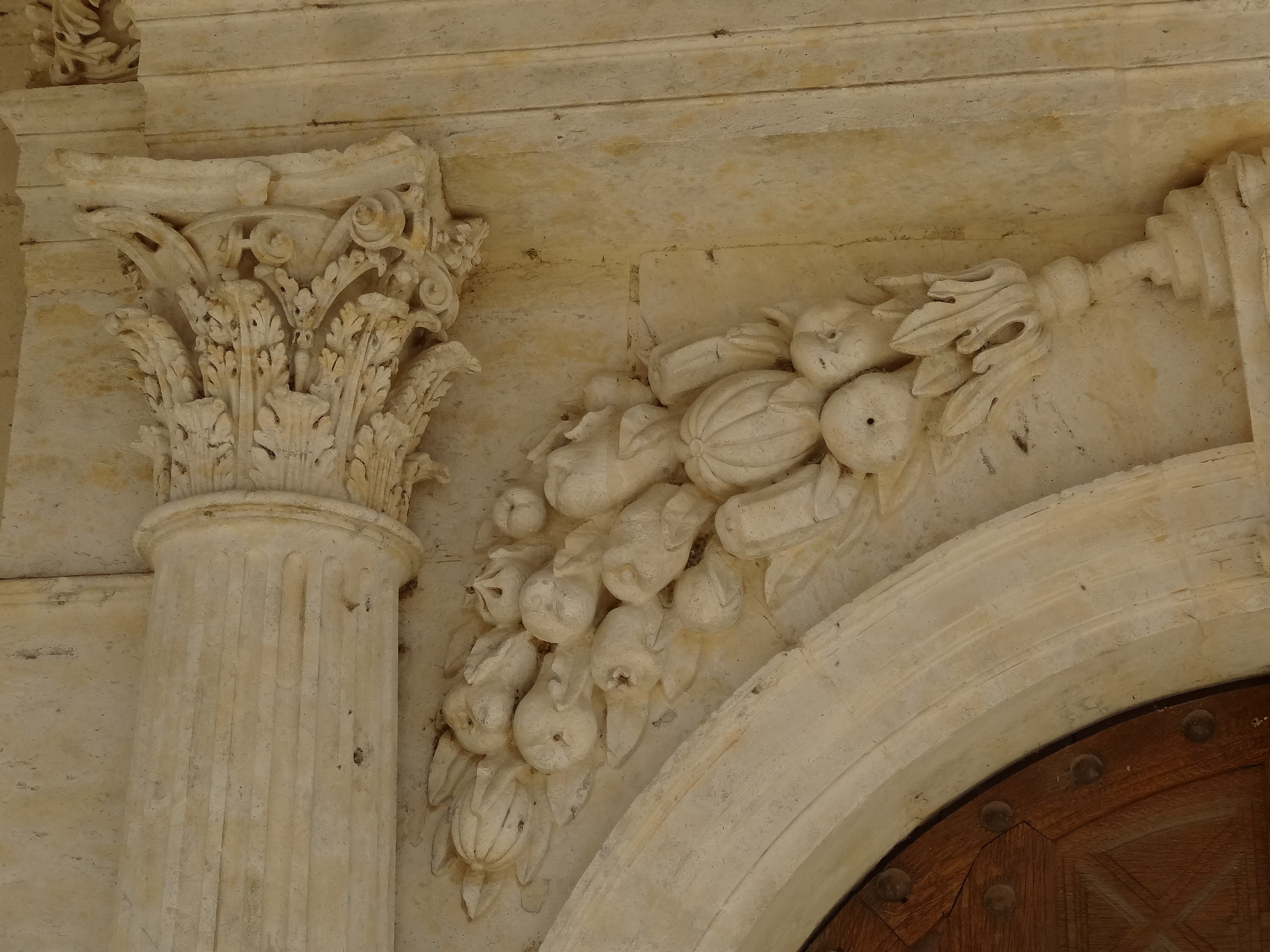
Détails de l'avant-porche.
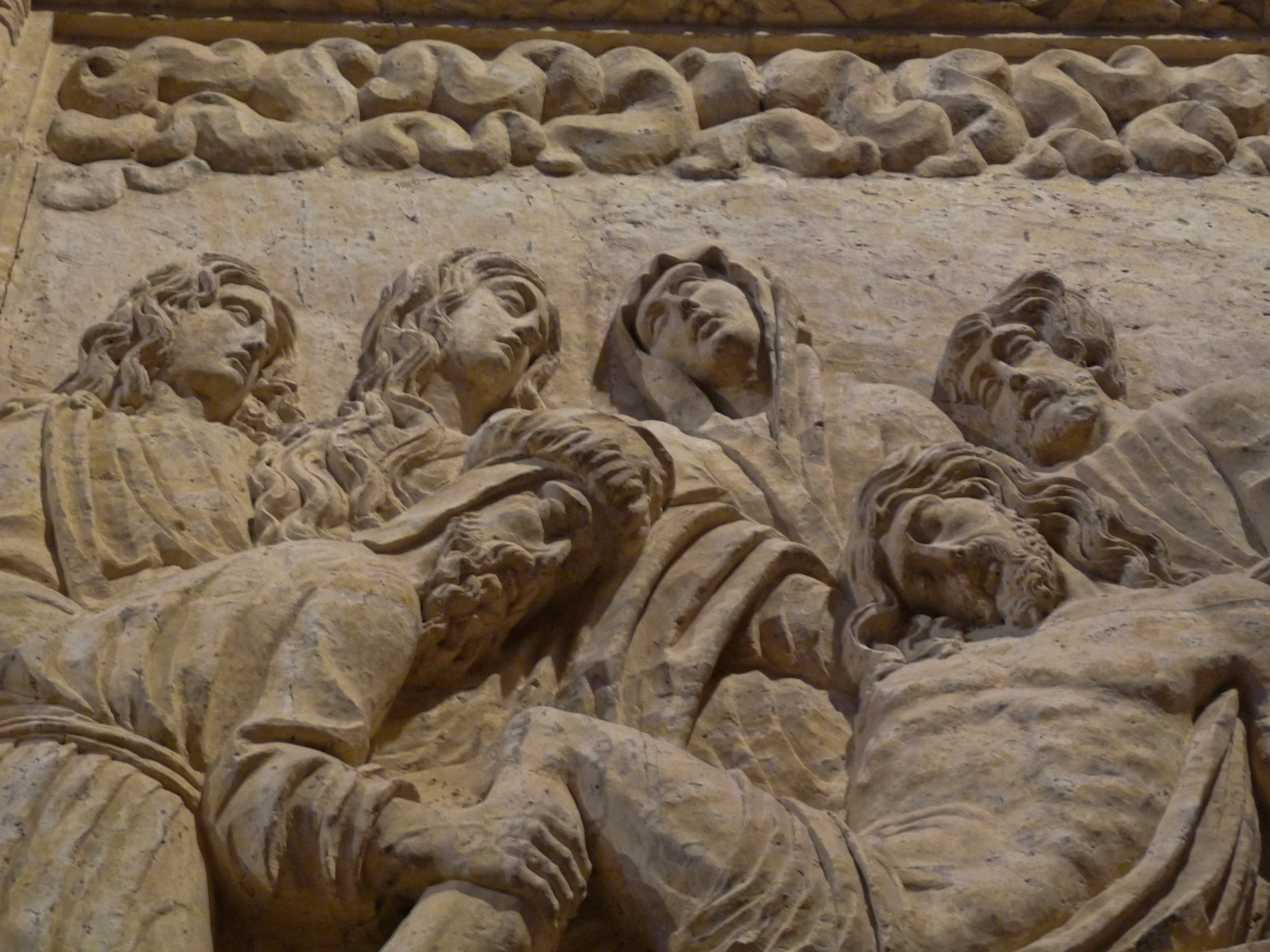
Détails du retable.
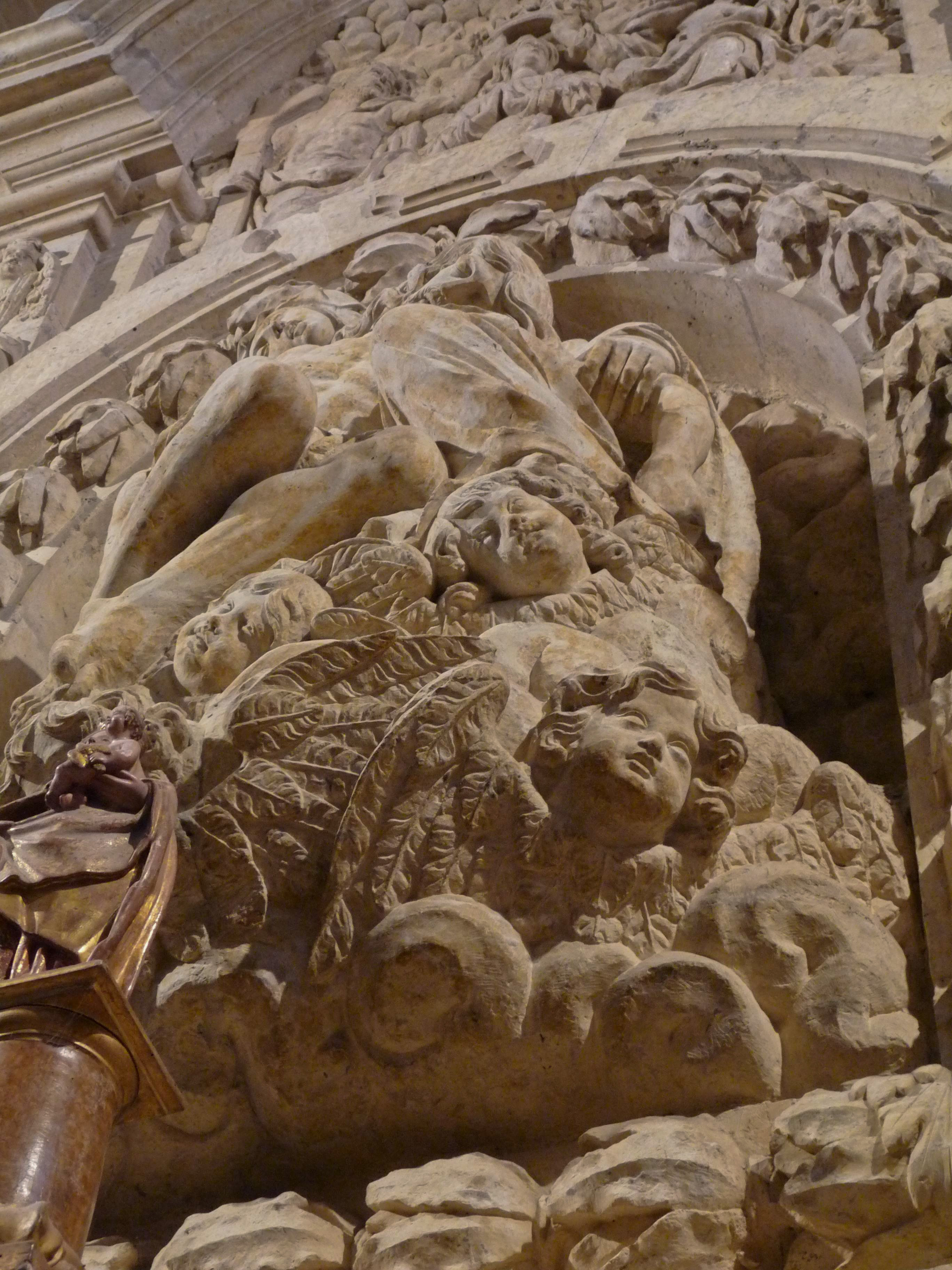
Autres détails du retable.
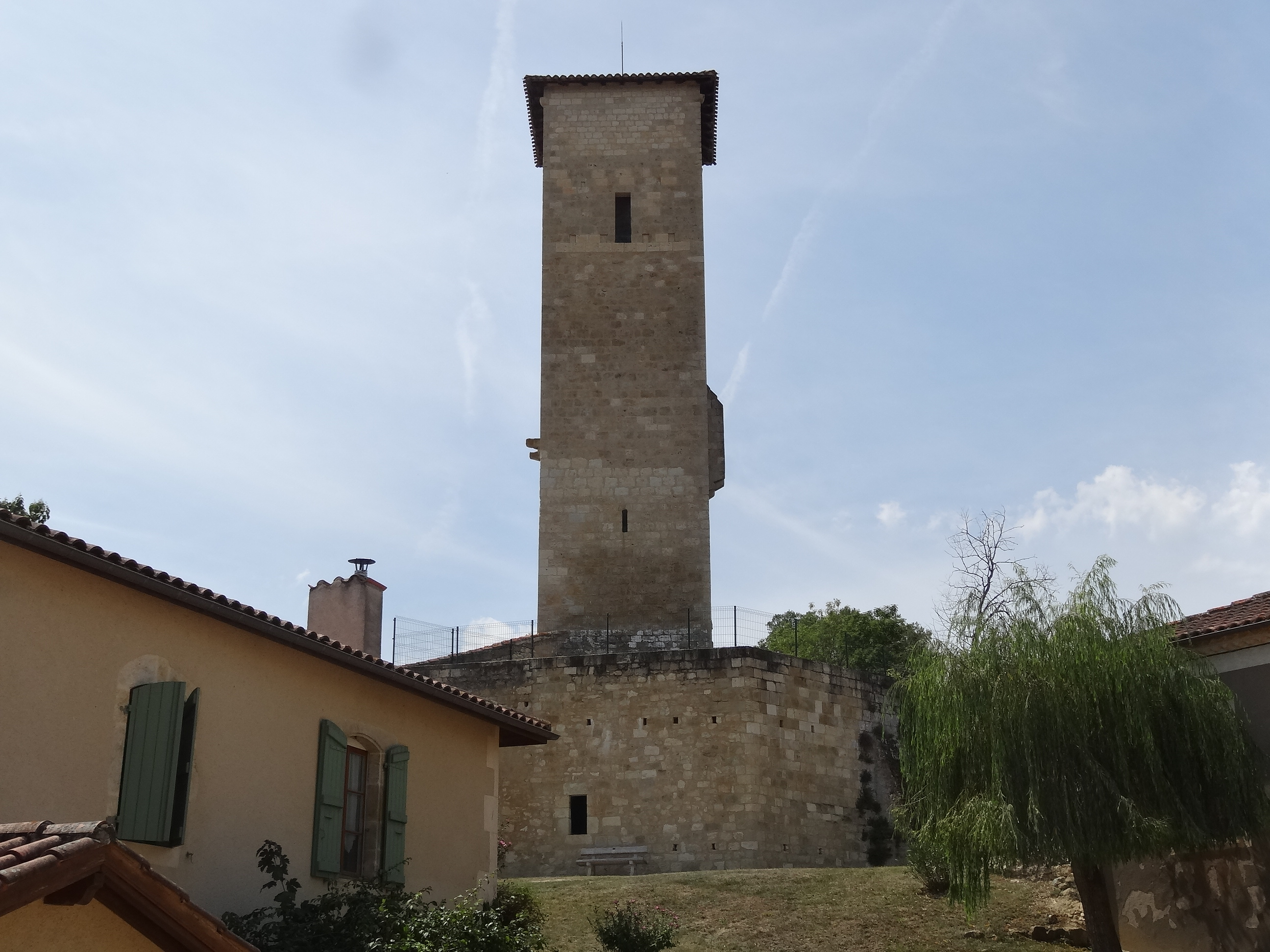
La tour vue depuis le village.
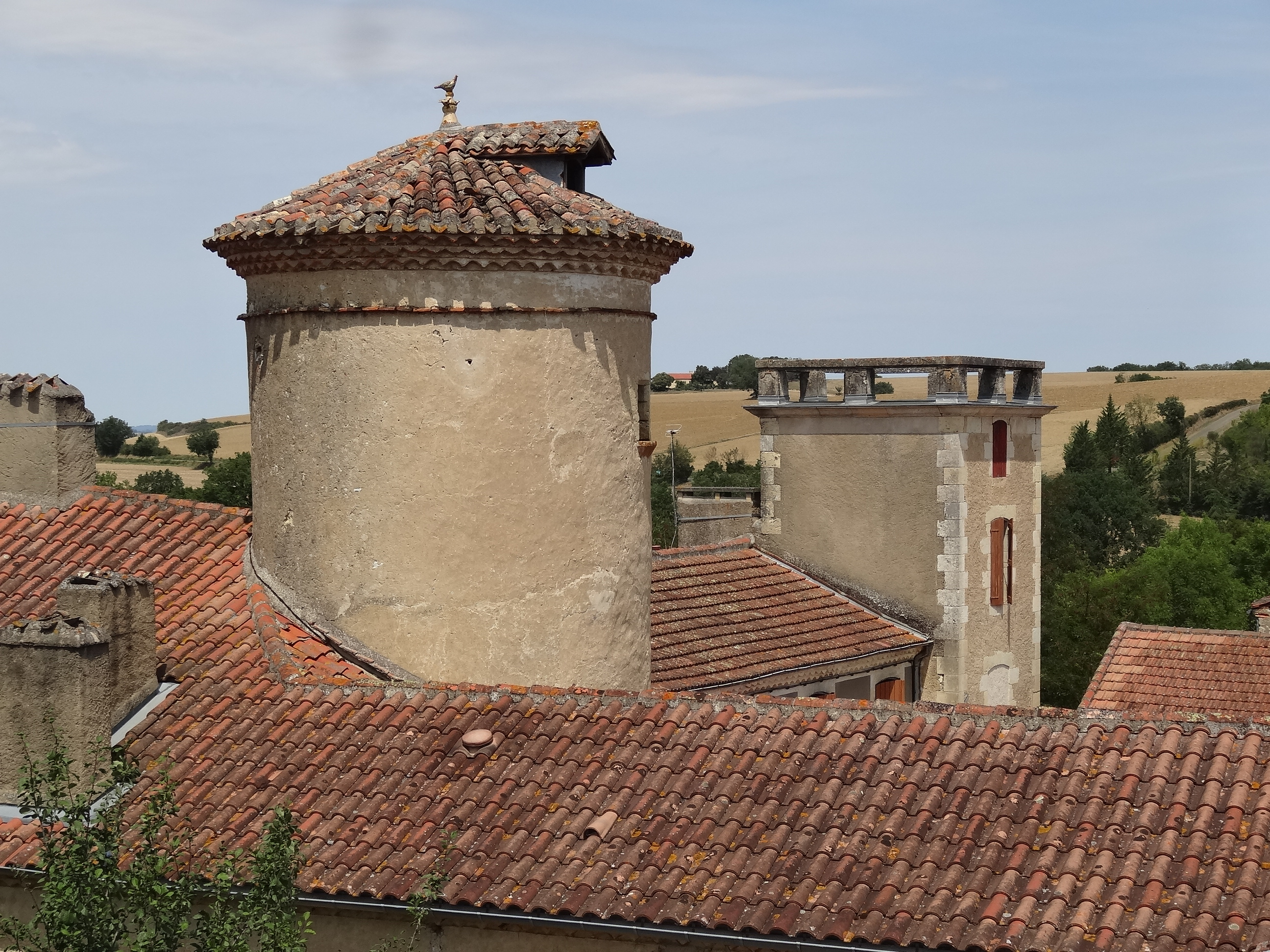
Tourelles.
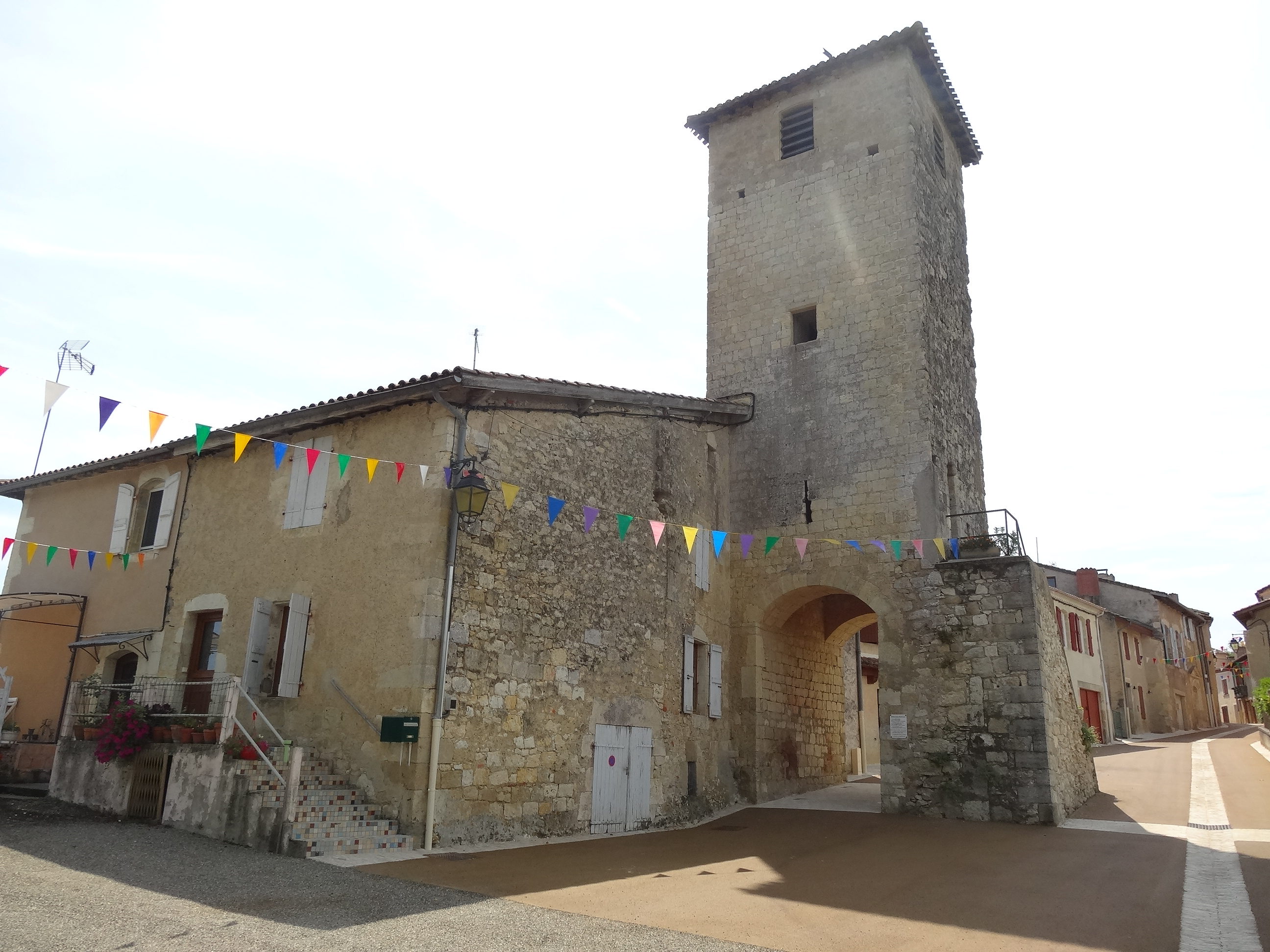
La porte de ville.
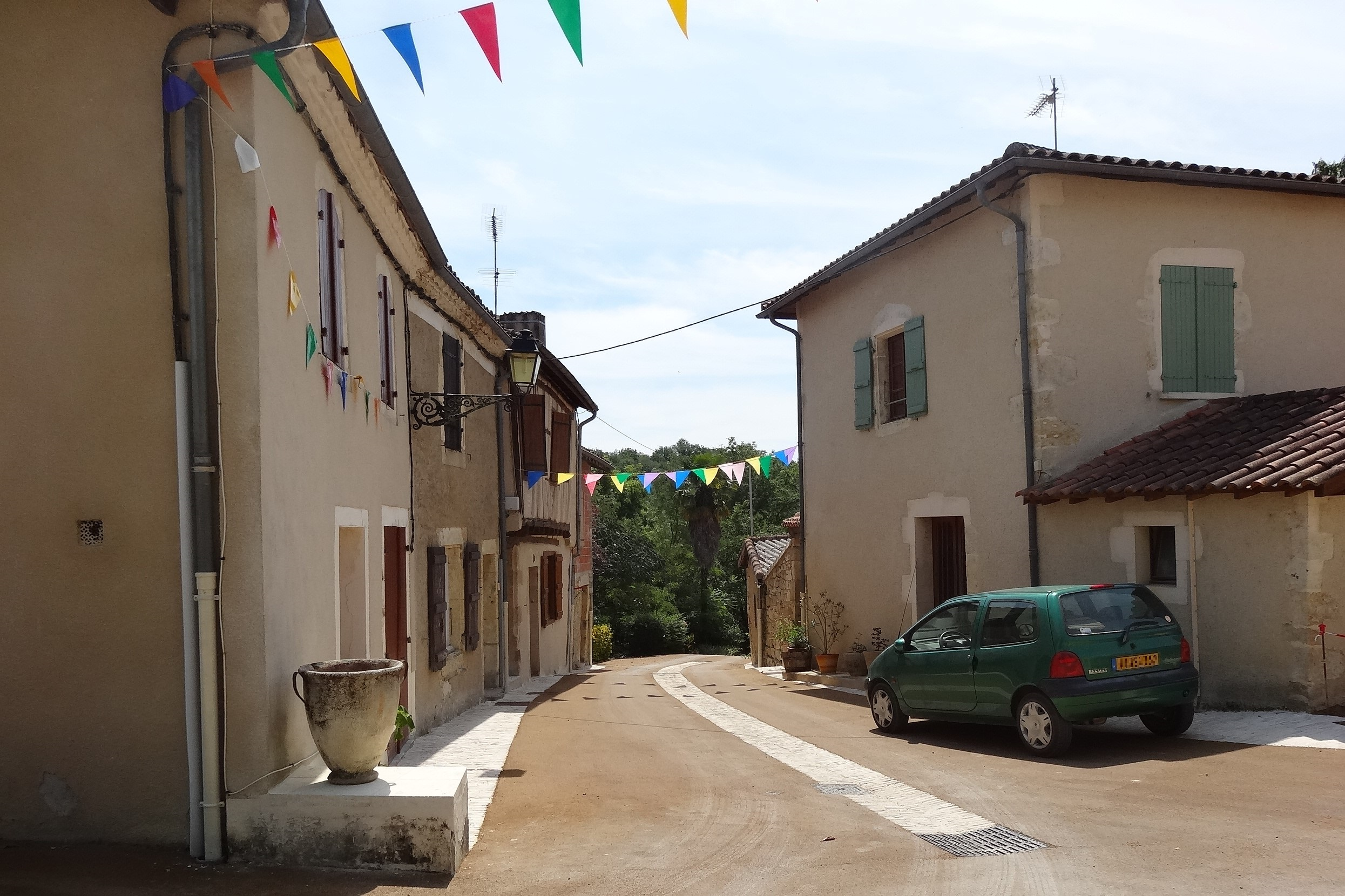
Une rue du village.

### Cinéma
En 1994, Étienne Chatiliez, déjà connu pour ses films La vie est un long fleuve tranquille et Tatie Danielle, est venu dans le Gers afin de trouver une ferme pour son prochain film, Le bonheur est dans le pré. Il avait déjà parcouru la Dordogne et les Landes mais n'avait pas trouvé son bonheur. Il voulait tourner dans un pays où l'on fait du foie gras. Comme il venait en vacances à Condom quand il était enfant, il a pensé au Gers. Dans Le bonheur est dans le pré, sorti en 1995, les tournages à la ferme ainsi que les prises de vue des décors naturels alentour, ont été réalisés à Biran, à dix kilomètres de Vic-Fezensac. Étienne Chatiliez cherchait une ferme typique qui domine la campagne. Pour cela, il a vu près de trois cents maisons, mais il n'était jamais satisfait. Il a finalement choisi une ferme typique appartenant à des Anglais, pour y installer son personnage principal incarné par Michel Serrault.

### Personnalités liées à la commune
- Antoine de Roquelaure

### Héraldique
| Blason | Blasonnement : D'or aux trois corneilles de sable becquées et membrées de gueules. |